# نظرية الهيمنة الاجتماعية
نظرية الهيمنة الاجتماعية، هي نظرية للعلاقات بين الجماعات التي تركز على بقاء واستقرار التسلسل الهرمي الاجتماعي القائم على أساس الجماعات. يُحافظ وفقًا للنظرية على التفاوتات القائمة على أساس الجماعات، من خلال ثلاث سلوكيات أساسية بين الجماعات وهي: التمييز المؤسسي، والتمييز الفردي المُجَمّع، وعدم التماثل السلوكي. تقترح النظرية أن الأيديولوجيات الثقافية المشتركة على نطاق واسع (أي الأساطير المُشرعِنة) تمنح التسويغ الأخلاقي والفكري لتلك السلوكيات بين الجماعات.
تشكلت نظرية الهيمنة الاجتماعية في البداية عام 1999، من قبل الأستاذَيْن والباحثين في علم النفس جيم سيدانيوس وفيليشيا براتو. تبدأ النظرية بملاحظة ميل الجماعات الاجتماعية البشرية إلى التنظيم وفقًا لتسلسل هرمي اجتماعي قائم على أساس الجماعات، داخل المجتمعات التي تنتج فائضًا اقتصاديًا. تمتلك تلك الهيراركيات (التدرجات الهرمية) بنية ثلاثية التشكل. ويعنى ذلك أن تلك الهيراركيات تقوم على (1) العمر (أي أن كبار السن يتمتعون بسلطة أكبر ومكانة أعلى من الأطفال) و(2) الجنس (أي أن الرجال يتمتعون بسلطة أكبر ومكانة أعلى من النساء) و(3) فئة اعتباطية، والتي تمثل هيراركيات قائمة على أساس الجماعات تكون مُحددة ثقافيًا ولا توجد بالضرورة في كل المجتمعات. ويمكن لهيراركيات الفئة الاعتباطية أن تقوم على الأصل العرقي (البيض أعلى من السود في الولايات المتحدة على سبيل المثال) والدين والجنسية وما إلى ذلك.
تتكون الهيراركيات الاجتماعية البشرية من جماعة مُهيمنة تحتل القمة ومن جماعات مرجعية سلبية في الأسفل. ومن المرجح بشكل متزايد أن يشغل فرد من الجماعة المُهيمنة (على سبيل المثال، رجل أبيض كبير السن) الأدوار الاجتماعية الأكثر سلطةً. يتمتع الذكور بالهيمنة عن الإناث، ويمتلكون المزيد من القوة السياسية (القانون الحديدي لنظام الحكم الأندروقراطي). فيشغل الذكور معظم المناصب رفيعة المستوى.

## الجماعة المُهيمنة
تُعد نظرية الهيمنة الاجتماعية بمثابة نظرة فاحصة لصراع الجماعات، إذ تصف المجتمع البشري على أنه يتكون من بنى هيراركية قمعية قائمة على أساس الجماعات. وتشتمل المبادئ الأساسية لنظرية الهيمنة الاجتماعية على:
- يُرتَب أو يُصنف الأفراد على حسب السن والجنس والجماعة. ويستند تحديد هوية الجماعة إلى الأصول العرقية والدين والجنسية وما إلى ذلك.
- تتكون الهيراركية الاجتماعية البشرية من جماعة مُهيمنة تحتل القمة وجماعات مرجعية سلبية في الاسفل.
- كلما زادت سلطة الدور الاجتماعي، تزداد احتمالية أن يشغل عضو من الجماعة المهيمنة هذا الدور (قانون التناسب المتزايد).
- يتمتع الذكور بهيمنة أكبر من الإناث؛ فهم يمتلكون الكثير من السلطة السياسية (القانون الحديدي لنظام الحكم الأندروقراطي). يشغل الذكور معظم المناصب رفيعة المستوى.
- تُعد العنصرية والتحيز الجنسي والقومي والطبقي بمثابة مظاهر لنفس مبدأ الهيراركية الاجتماعية هذا.

## هيراركية الجماعة
يُعتبر السبب الذي توجد من أجله الهيراركيات الاجتماعية داخل المجتمعات البشرية، هو أهميتها بالنسبة لبقاء المنافسة بين الجماعات خلال الصراع حول الموارد. وتُنظَم الجماعات في شكل هيراركي بشكل أساسي لأنها تصبح أكثر فاعلية في القتال عما إذا نُظمت بطريقة أخرى، وهو الأمر الذي يعطي ميزة تنافسية للجماعات التي تميل إلى الهيراركيات الاجتماعية. وتفسر نظرية الهيمنة الاجتماعية آليات القمع الهيراركي للجماعة، باستخدام ثلاث آليات أساسية:
- التمييز الفردي المُجَمّع (التمييز العادي)
- التمييز المؤسسي المُجَمّع (التمييز من جانب المؤسسات الحكومية والتجارية)
- الإرهاب المنظم (عنف الشرطة وفِرق الموت وما إلى ذلك)

- عدم التماثل السلوكي

المحاباة أو الخضوع المنظمان في الجماعة الخارجية أو الخاضعة (يفضل الأقليات أفراد الهيمنة)
- الانحياز غير المتماثل للجماعة الداخلية أو المسيطرة (كلما زادت المكانة، كلما انخفضت المحاباة داخل الجماعة)
- الإعاقة الذاتية (تُعتبر التوقعات المنخفضة من الأقليات نبوءات تُحقق نفسها)
- عدم التماثل الأيديولوجي (عند زيادة المكانة، فإن المعتقدات تعطي الشرعية للهيراركية الاجتماعية الحالية وتعززها.

تنبع تلك العمليات من الأساطير المُشرعِنة، وهي المعتقدات التي تبرر الهيمنة الاجتماعية:
- الأساطير الأبوية أو البطريركية (تخدم الهيمنة المجتمع وتعتني بالأقليات الضعيفة)
- الأساطير المتبادلة (الاقتراح بأن الجماعات المهيمنة والجماعات الخارجية هي في الواقع متساوية)
- الأساطير المقدسة (الحق الإلهي للملوك – أي إعطاء الدين تفويضًا للهيمنة على الحكم)

### الهيمنة الاجتماعية
تقول نظرية الهيمنة الاجتماعية بإمكانية تصور أو قياس مستوى التمييز والهيمنة لدى الفرد، باستخدام توجه الهيمنة الاجتماعية (اس دي أو). فهذه فئة فردية من المعتقدات، يُنظر إليها في بعض الأحيان بوصفها شيئًا ما يماثل سمة الشخصية، وهي تصف آراء الجهات الفاعلة بشأن الهيمنة الاجتماعية، وإلى أي حد سوف تطمح في الحصول على المزيد من السلطة وتسلق السلم الاجتماعي. على سبيل المثال يمكن للمقياس السادس (اس دي أو 6) أن يقيس توجه الهيمنة الاجتماعية من خلال الاتفاق مع عبارات مثل «يجب في بعض الأحيان على بعض الجماعات الأخرى أن تبقى في مكانها»، و «قد يكون من الأمور الجيدة أن تحتل جماعات معينة القمة، وأن تأتي جماعات أخرى في الأسفل».

## العلاقة مع الماركسية
تأثرت نظرية الهيمنة الاجتماعية بالماركسية والأفكار السوسيو-بيولوجية. ويصف ماركس الهيراركية المهيمنة للجماعة أو الجماعات القمعية، التي تسيطر على الجماعات المرجعية السلبية، في أمثلته التي قدمها عن هيمنة البرجوازية (الطبقة المالكة) على البروليتاريا (الطبقة العاملة) عن طريق السيطرة على رأس المال (أي وسائل الإنتاج)، وعدم دفع أجور كافية للعمال، وما إلى ذلك. اعتقد ماركس بالرغم من ذلك أن الطبقة العاملة سوف تصل في خاتمة المطاف إلى حل لذلك القمع أو الاضطهاد وتنهي على البرجوازية عن طريق الثورة.

## فيليسيا براتو ونظرية الأساطير المُشرعِنة
تهتم نظرية الأساطير المُشرعِنة بالأيديولوجيات التي تفسر وتبرر الأنظمة الاجتماعية. والمقصود من مصطلح (الأسطورة) هو أن يشير إلى أن الجميع في المجتمع يتصور تلك الأيديولوجيات بوصفها تفسيرات للكيفية التي يعمل بها العالم، دون الاهتمام بما إذا كانت حقيقية أم خاطئة (في الواقع لم يقدم سيدانيوس وبراتو أي ادعاءات بشأن مصداقية أو أخلاقية أو عدالة تلك الأيديولوجيات). ويوجد نمطين وظيفيين من الأساطير المُشرعَنة: (1) التي تعزز من الهيراركية و(2) التي تقلل من الهيراركية. تساهم الأيديولوجيات التي تعزز من الهيراركية (مثل العنصرية وحكم الجدارة) في زيادة مستويات عدم التكافؤ القائم على أساس الجماعات. وتساهم الأيديولوجيات التي تقلل من الهيراركية (مثل الأناركية والنسوية) على زيادة مستويات المساواة القائمة على أساس الجماعات. يؤيد الناس تلك الأشكال المختلفة من الأيديولوجيات معتمدين بشكل جزئي على توجهاتهم السيكولوجية نحو الهيمنة، ورغبتهم في العلاقات غير المتكافئة للجماعات (أي توجه الهيمنة الاجتماعية اس دي أو). ويميل الناس الذين لديهم مستوىً عالٍ من توجه الهيمنة الاجتماعية، إلى تأييد الأيديولوجيات المعززة للهيراركية؛ ويميل الناس الذين لديهم مستوى منخفض من توجه الهيمنة الاجتماعية، إلى تأييد الأيديولوجيات التي تقلل من الهيراركية. وتقترح نظرية الهيمنة الاجتماعية في النهاية، أن التوازن النسبي بين القوى الاجتماعية المعززة للهيراركية وبين التي تقلل منها يعمل على تثبيت أو استقرار عدم التكافؤ القائم على أساس الجماعات.
ينبع العديد من عمليات التمييز الهيراركي من الأساطير المُشرعَنة (سيدانيوس 1992)، وهي المعتقدات التي تبرر الهيمنة الاجتماعية مثل: الأساطير الأبوية (تساعد الهيمنة المجتمع وتعتني بالأقليات الضعيفة)، والأساطير المتبادلة (الاقتراح بأن الجماعات المهيمنة والجماعات الخارجية هي في الواقع متساوية)، والأساطير المقدسة (الحق الإلهي للملوك، أي إعطاء الدين تفويضًا للهيمنة على الحكم). تقترح براتو وآخرون (1994) فكرة حكم الجدارة والإنجاز الفردي الغربية بوصفه مثالًا على الأسطورة المُشرعَنة، وتحاجج بأن تلك الجدارة لا تؤدي إلى شيء سوى وهم الإنصاف. وتعتمد نظرية الهيمنة الاجتماعية على نظرية الهوية الاجتماعية، مما يشير إلى أن عمليات المقارنة الاجتماعية تقود التمييز الفردي (محاباة الجماعة الداخلية). وتحدث التصرفات التمييزية (مثل التعليقات المهينة بشأن الأقليات) لأنها تزيد من احترام للجهات الفاعلة لذاتها.